# Odoardo Reali
Odoardo Reali (Firenze, 1938 – Firenze, 11 settembre 2001) è stato un architetto italiano.

## Biografia
Odoardo Reali si laurea in architettura a Firenze nel 1964 con una tesi sulle abitazioni associate per persone anziane, relatore Giorgio Giuseppe Gori. Già dai primi anni di attività, in cui ricopre la carica di tecnico laureato presso l'Istituto di architettura degli interni dell'Università di Firenze (1967-1972), si occupa di progettazione ospedaliera e di edilizia per anziani, vincendo nel 1965 il premio Marzocco d'Oro, per la migliore tesi di laurea sulla progettazione architettonica per persone anziane e per disabili, e nel 1966 il premio Carlo Erba, per la ricerca svolta in campo geriatrico.
Nel 1964 con Salvatore Romano e Giancarlo Rossi, a cui si aggiunge nel 1966 l'ingegnere Fernando Faggioli, inizia la sua attività di progettista con la partecipazione a numerosi concorsi, ma è solo nel 1968, con la vittoria del concorso per l'ospedale civile Beauregard di Aosta, che il gruppo diventa stabile e nasce lo studio Architetti Associati. La tipologia di lavoro dello studio è basata su rapporti aperti all'ingresso di nuovi progettisti, con collaborazioni interne e esterne. Si forma quindi una équipe variegata di figure professionali che ruota attorno al nucleo stabile degli associati che, tuttavia, subisce continue integrazioni e defezioni. Dal 1969 al 1973 entra Roberto Berardi, dal 1972 al 1980 Francesco Re, nel 1974 entra Luciano Calza (che però collabora già dal 1967).
Lo studio si occupa di progettazione architettonica, urbanistica e restauro, partecipa e ottiene il primo premio in alcuni importanti concorsi nazionali, fra cui quello per la ristrutturazione del Mercato di San Lorenzo a Firenze (1976). Il loro maggiore contributo è nel campo della progettazione di edilizia socio-sanitaria, in cui si distinguono a livello nazionale, ma operano anche nell'edilizia scolastica e pubblica (asili, scuole, palazzi comunali). Presenza importante e costante nel panorama architettonico fiorentino del Novecento, gli Architetti Associati rappresentano uno degli studi più grandi ed influenti degli anni settanta e ottanta, grazie anche alla collaborazione con importanti progettisti fiorentini (Adolfo Natalini, Pierluigi Marcaccini ed altri). Nel 1988 il gruppo si scioglie ma, fino agli anni novanta, vi sono continue collaborazioni esterne.
Dai primi anni ottanta, autonomamente dallo studio associato, Reali si occupa di pianificazione urbanistica, redigendo alcuni piani regolatori (Figline Valdarno, Impruneta, San Quirico d'Orcia) e varianti generali nella provincia di Firenze e Siena, numerosi piani particolareggiati (Signa, Impruneta, Colle di Val d'Elsa) e PEEP (Impruneta) in Toscana; collabora con Giuseppe Campos Venuti e Giovanni Astengo per il preliminare di PRG di Firenze del 1989 (dal 1985 al 1989 è coordinatore dell'Ufficio speciale del piano), redige il piano straordinario casa di Firenze nel 1987 con Paolo Pettini. Fa parte delle commissioni edilizie dei comuni di San Quirico d'Orcia (1995, 1999-2001) ed Empoli (2001) e della commissione urbanistica del Comune di Firenze (1985-1990). Gli interventi di restauro occupano parte della sua carriera professionale, prima con progetti funzionali alle ristrutturazioni per case di riposo e in seguito (dal 1986 al 2000) con il grande progetto di restauro di Palazzo Chigi Zondadari di San Quirico d'Orcia.
Fra gli altri incarichi, Reali è ispettore AAI (Amministrazione Aiuti Internazionali) del Ministero dell'interno dal 1969 al 1980, per consulenze e progettazioni di residenze e servizi socio-sanitari a livello nazionale; è relatore in numerosi convegni sulla progettazione per persone anziane e disabili (Roma 1967, Londra 1970 e 1972, Milano 1975, Firenze 1979, Macerata 1980, Empoli 1991 e 1992) e successivamente sulle problematiche urbanistiche; nel 1990 coordina il Convegno nazionale sull'abbattimento delle barriere architettoniche; dal 1994 è presidente dell'Osservatorio multidisciplinare sull'accessibilità; nel 1994 e nel 1995 è coordinatore della Commissione Toscana INU; nel 1999 coordina la mostra e il convegno sulla figura di Giuseppe Gori. Per il Partito Comunista Italiano progetta nel 1986 l'allestimento del XVII Congresso e nel 1988 la festa nazionale dell'Unità a Campi Bisenzio. Inoltre è autore di numerose pubblicazioni sull'edilizia socio-sanitaria e l'urbanistica.
Muore a Firenze l'11 settembre 2001.

## Archivio
L'archivio Reali è stato ordinato nel 2005 dall'architetto Silvio Pappalettere e dal 2008 è conservato presso l'Archivio di Stato di Firenze.
Il fondo è costituito da materiali relativi all'attività progettuale, alla ricerca architettonica, all'impegno nel volontariato e in politica. I progetti architettonici e urbanistici si riferiscono al periodo compreso fra il 1964 e il 2001; di essi rimangono disegni originali, relazioni tecniche, corrispondenza, documenti amministrativi, materiale fotografico e modelli.